# Смирнова Анастасія Андріївна
Анастасія Андріївна Смирнова (рос. Анастасия Андреевна Смирнова, нар. 31 серпня 2002) — російська фристайлістка, бронзова призерка Олімпійських ігор 2022 року, чемпіонка світу, призерка чемпіонатів світу.

## Олімпійські ігри
| Рік  | Місто        | Дисципліна | Місце |
| ---- | ------------ | ---------- | ----- |
| 2022 | Пекін, Китай | могул      | 3     |

## Чемпіонат світу
| Рік  | Місто             | Могул | Паралельний могул |
| ---- | ----------------- | ----- | ----------------- |
| 2019 | Парк-Сіті, США    | 4     | 9                 |
| 2021 | Алмати, Казахстан | 3     | 1                 |